# St. Veit (Ensingen)

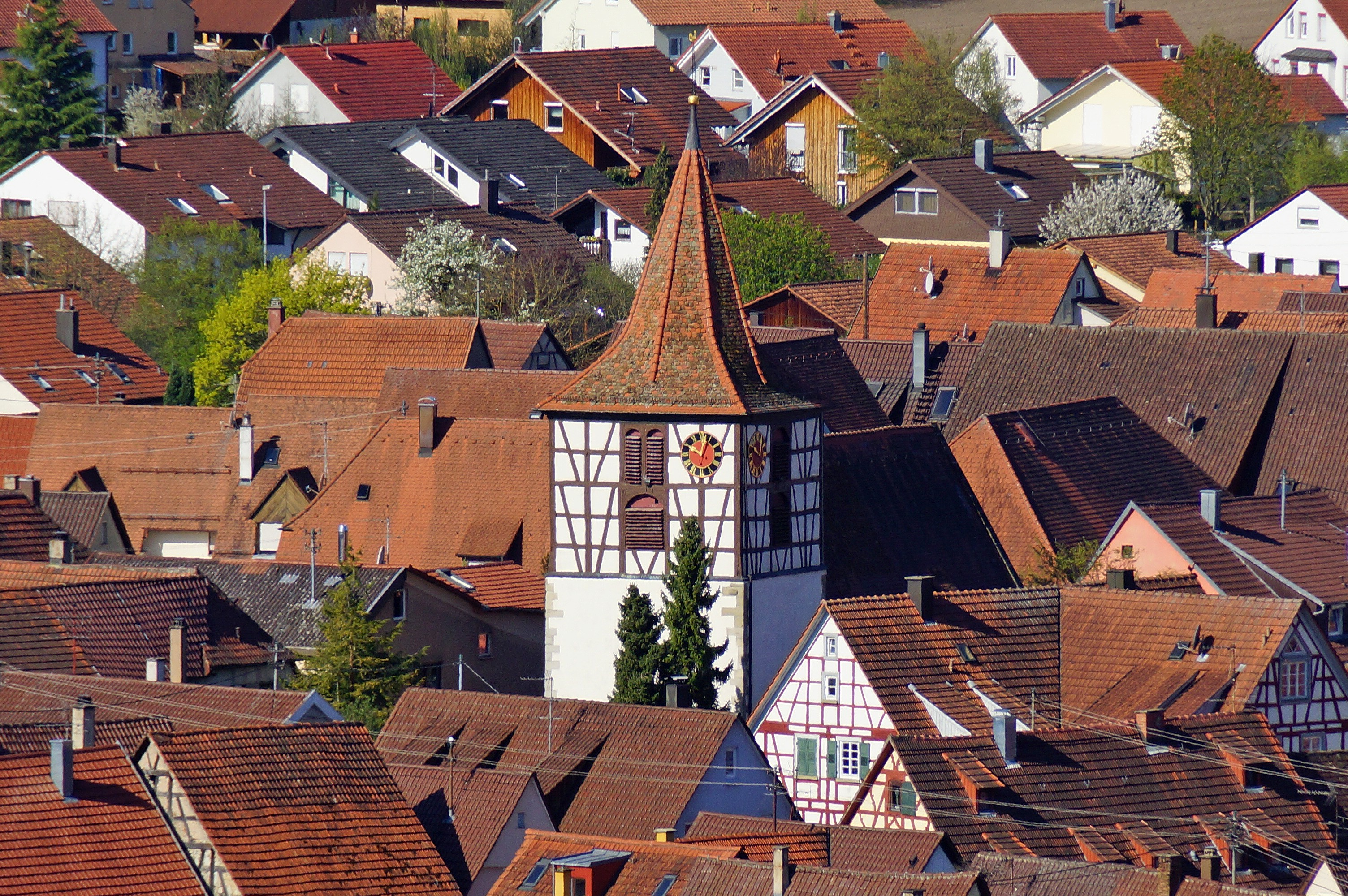
St. Veit in Ensingen

Die evangelische Pfarrkirche St. Veit ist ein geschütztes Kulturdenkmal nach dem Denkmalschutzgesetz. Sie steht in Ensingen, einem Stadtteil von Vaihingen an der Enz im Landkreis Ludwigsburg in Baden-Württemberg. Die Kirchengemeinde gehört zum Kirchenbezirk Vaihingen-Ditzingen der Evangelischen Landeskirche in Württemberg.

## Beschreibung

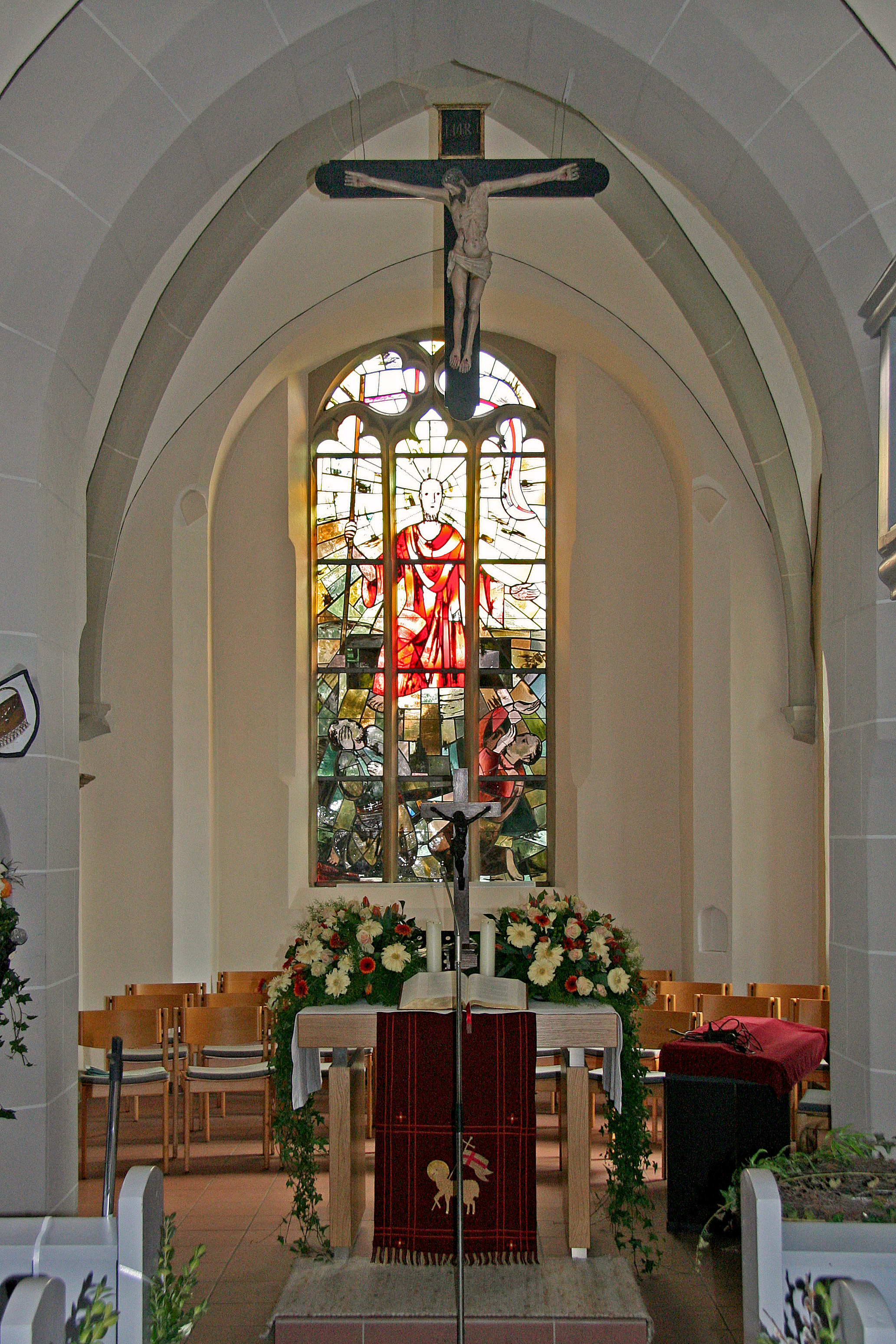
Chor

Das Langhaus der Saalkirche wurde laut Bauinschrift 1468 neu gebaut. Der Chorturm im Osten stammt aus dem 13. Jahrhundert. Er wurde im 18. Jahrhundert mit einem Geschoss aus Holzfachwerk aufgestockt, das die Turmuhr und den Glockenstuhl mit drei Kirchenglocken beherbergt, und mit einem achtseitigen Knickhelm bedeckt.
Der Innenraum des Langhauses, in dem 1686 eine Empore eingebaut wurde, ist mit einer Flachdecke überspannt, der des Chors, also das Erdgeschoss des Chorturms, mit einem Kreuzrippengewölbe. Die Orgel wurde von E. F. Walcker & Cie. erbaut.